# 新倉俊一 (アメリカ文学者)
新倉 俊一（にいくら としかず、1930年1月22日 - 2021年8月23日）は、日本のアメリカ詩研究者、翻訳家。明治学院大学名誉教授。慶應義塾大学アート・センター訪問所員。

## 経歴
神奈川県三浦郡葉山町出身。1951年、慶應義塾大学法学部卒。明治学院大学大学院修了、フルブライト留学でミネソタ大学大学院修了。明治学院大学教授。1976年、文学部長。1981年、日本エミリ・ディキンソン協会会長。西脇順三郎に師事した。
日本エズラ・パウンド協会理事も務め、ディキンソン、パウンドなどのアメリカ詩人の研究者の育成を行った。エドワード・リアのノンセンス詩などを研究、翻訳もある。
2021年8月23日午前8時10分、老衰のため神奈川県逗子市の自宅で死去。91歳没。

## 受賞
- 『詩人たちの世紀 - 西脇順三郎とエズラ・パウンド』： 2003年 第19回ヨゼフ・ロゲンドルフ賞
- 『評伝 西脇順三郎』： 2004年 第18回和辻哲郎文化賞・第6回山本健吉文学賞
- 2017年度 神奈川文化賞

## 著書
- 『エミリ・ディキンスン 研究と詩抄』（篠崎書林） 1962
- 『英詩の構造』（駿河台出版社） 1971
- 『アメリカ詩論 同一性の歌』（篠崎書林） 1975
- 『西脇順三郎 変容の伝統』（花曜社） 1979。増補版（東峰書房） 1994
- 『アメリカ詩の世界 成立から現代まで』（大修館書店） 1981
- 『西脇順三郎全詩引喩集成』（筑摩書房） 1982
- 『英語のノンセンス チョーサーからビートルズ笑いの系譜』（大修館書店） 1985
- 『エミリー・ディキンスン 不在の肖像』（大修館書店） 1989
- 『詩人たちの世紀 西脇順三郎とエズラ・パウンド』（みすず書房、大人の本棚） 2003
- 『評伝 西脇順三郎』（慶應義塾大学出版会） 2004
- 『西脇順三郎 絵画的旅』（慶應義塾大学出版会） 2007
- 『詩集 ウナジョルナータ』（思潮社） 2018
- 『詩集 ビザンチュームへの旅』（洪水企画） 2021

### 編著・翻訳
- 『コンシート』（K・K・ルスベン、研究社出版） 1971
- 『エズラ・パウンド詩集』（角川書店） 1976
- 『恋人たち』（偕成社、詩の絵本） 1976
- 『愛のかたち』（偕成社、詩の絵本） 1976
- 『ノンセンスの磁場 近代詩アンソロジー』（れんが書房新社） 1980
- 『ウォレス・スティーヴンズ』（編著、山口書店） 1982
- 『評伝 エミリ・ディキンソン』（トーマス・H・ジョンスン、鵜野ひろ子共訳、国文社） 1985
- 『ディキンスン詩集』（思潮社、海外詩文庫） 1993
- 『エズラ・パウンド詩集』（小沢書店） 1993
- 『世界の詩論 アリストテレスからボヌフォアまで』（窪田般彌共編、青土社） 1994
- 『人間家族』（エドワード・スタイケン編、冨山房） 1994
- 『ピサ詩篇』（エズラ・パウンド、みすず書房） 2004
- 『W・D・スノッドグラス詩集』（西原克政共訳、港の人） 2010
- 『エミリ・ディキンスンの詩の世界』（国文社）2011
- 『私の好きなエミリ・ディキンスンの詩』（金星堂） 2016

### エドワード・リア
- 『ノンセンス・ソング』（エドワード・リア、思潮社） 1974
- 『ノンセンスの贈物』（エドワード・リア、思潮社） 1974
- 『カングル・ワングルのぼうし』（エドワード・リア、ほるぷ出版） 1976
- 『あしゆびのないポブル』（エドワード・リア、篠崎書林） 1978
- 『リアさんて、どんなひと? ノンセンスの贈物』（エドワード・リア、みすず書房） 2012